# 21 브릿지: 테러 셧다운
《21 브릿지: 테러 셧다운》(영어: 21 Bridges)은 2019년 개봉된 미국의 액션 스릴러 영화이다.

## 출연진
- 채드윅 보즈먼 - 안드레이 데이비스 역
- 시에나 밀러 - 프랭키 번스 역
- J. K. 시먼스 - 매케나 경감 역
- 스테판 제임스 - 마이클 트루히요 역
- 테일러 키치 - 레이 잭슨 역
- 키스 데이비드 - 스펜서 부서장 역
- 알렉산더 시디그 - 애디 역
- 루이스 캔첼미 - 토리아노 부시 역
- 빅토리아 카터헤이나 - 욜란다 벨 경사 역
- 게리 카 - 호크 타일러 역
- 모로코 오마리 - 앤트완 모트 부시장 역
- 크리스 거파리 - 브래드 게일스 역
- 대런 리파리 - 켈리 경위 역

## 같이 보기
- 비상 계엄 (영화)
- 런 올 나이트 (영화)
- 블랙 앤 블루 (영화)